# 長井市立長井北中学校
長井市立長井北中学校（ながいしりつ ながいきたちゅうがっこう）は、山形県長井市成田にある公立中学校。

## 学区
- 西根小、致芳小学区と長井小学区の一部[2]

## 沿革
- 1982年（昭和57年）4月1日 - 旧長井中学校の半分と旧致芳中学校、旧西根中学校の三校統合して開校[3]。

## 所在地
- 山形県長井市成田2883番地

## 出身人物
- 遠藤彰（プロゴルファー）
- 梅津碧（ソプラノ歌手）